# Miecz przeznaczenia (zbiór opowiadań)

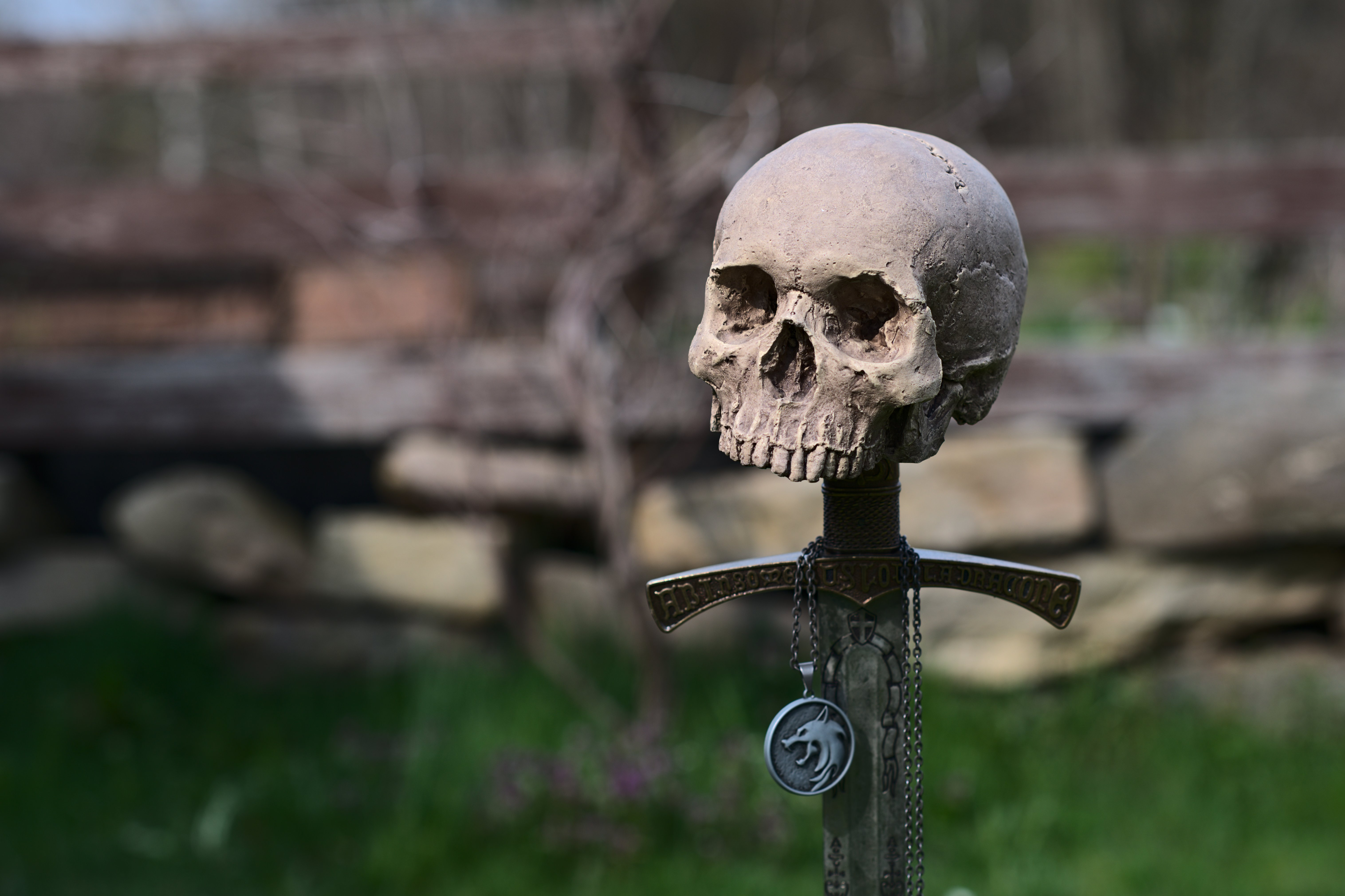
Rekonstrukcja grafiki z okładki pierwszego wydania książki.

Miecz przeznaczenia – zbiór opowiadań z gatunku fantasy z 1992 roku, napisanych przez Andrzeja Sapkowskiego.

## Wydanie oryginalne
Wydany w 1992 roku przez Niezależną Oficynę Wydawniczą Nowa (ISBN 83-7054-037-6). Opowiadania z tego tomu stanowią wprowadzenie do sagi o Geralcie z Rivii i razem z Ostatnim życzeniem wyjaśniają najważniejsze wydarzenia w życiu głównych bohaterów cyklu.

## Spis opowiadań
- Granica możliwości
- Okruch lodu
- Wieczny ogień
- Trochę poświęcenia
- Miecz przeznaczenia
- Coś więcej

## Fabuła
Akcja rozpoczyna się w momencie wykonywania przez Geralta jego codziennej pracy, czyli likwidowania potworów za pieniądze. Tym razem mamy do czynienia z bazyliszkiem. Po pozbyciu się stworzenia, wiedźmin poznaje tajemniczego rycerza, Borcha Trzy Kawki, któremu towarzyszą zerrikańskie wojowniczki, Tea i Vea, jego ochrona. Po wspólnie spędzonym wieczorze i nocy panowie postanawiają razem podróżować. Natykają się jednak na barierę – droga została zablokowana z powodu pojawienia się w okolicy smoka. Całe Hołopole rusza na polowanie zarządzone przez króla Niedamira z Caingorn. Na jego wezwanie, czy też zaproszenie na tropienie smoka odpowiadają rycerz Eyck z Denesle, Rębacze z Crinfrid z Boholtem, krasnoludy pod wodzą Yarpena Zigrina, Yennefer z Vengerbergu, czarnoksiężnik Dorregaray. Plącze się tam również Jaskier, bard, przyjaciel wiedźmina. Geralta łączą z Yennefer dość zażyłe stosunki.
Poszukiwanym smokiem okazuje się ranna samica, chroniąca swoje dziecko. Naprzeciw myśliwym staje smok Villentretenmerth, z gatunku złotych. Złote smoki mogą zmieniać swoją postać na co tylko zechcą. I tak Villentretenmerth jest rycerzem Borchem Trzy Kawki. Geralt i Yennefer przyłączają się do smoka i rozprawiają z jego oprawcami.
Jadą potem razem do Aedd Gynvael, gdzie czarodziejka ma do załatwienia sprawy z miejscowym magiem, Istreddem. W wyniku niezdecydowania czarodziejki, ucieka ona przed swoim przeznaczeniem. Geralt jedzie do Novigradu, gdzie spotyka znów Jaskra. Tam mają przygodę z niziołkiem Daintym Biberveldtem i dopplerem Tellico Lunngrevinkiem Letorte.
Następnie lądują nad morzem w Bremervoord, księstwie Aglovala, gdzie Geralt robi za tłumacza w rozmowach księcia z piękną syreną Sh'eenaz. Po nieudanych pertraktacjach (książę jest zakochany w syrenie, ale żeby być razem to jedno z nich musi zrezygnować z dotychczasowego życia – albo Agloval stanie się trytonem albo Sh'eenaz kobietą) wiedźmin nie dostaje zapłaty. Wtedy mają szczęście – Jaskier zostaje poproszony o śpiewanie na weselu, jako drugi bard. Pierwszym jest jego stara znajoma, Essi Daven zwana Oczkiem. „Oczko” od razu zakochuje się w wiedźminie. Potem Geralt dostaje następne zadanie od księcia – ma sprawdzić co nęka poławiaczy pereł, którzy w coraz mniejszym składzie wracają z połowów.
Następnie Geralt trafia do Brokilonu, lasu driad, rządzonego przez Panią Eithne. Jedzie tam z poselstwem do Duen Canell, serca Brokilonu. I spotyka swoje przeznaczenie – małą, zagubioną w lesie dziewczynkę, Ciri, cintryjską księżniczkę. Odtąd ich losy, splecione niegdyś w wyniku Prawa Niespodzianki, już na zawsze są ze sobą powiązane.

## Tłumaczenia
- wydanie litewskie, wyd. Dagonas, Kowno 1997
- wydanie rosyjskie, wyd. AST – Terra Fantastica, Moskwa – St. Petersburg 1996
- wydania czeskie, wyd. Winston Smith, Praga 1993; Leonardo, Ostrava 1999
- wydanie niemieckie, wyd. Heyne Verlag, München 1998
- wydanie hiszpańskie, Bibliopolis, Madryt 2003
- wydanie holenderskie, Uitgeverij Mistral/FMB Uitgevers, Amsterdam 2010
- wydanie włoskie, La spada del destino, przełożyła Raffaella Belletti, wyd. Editrice Nord, 2011, 438 s., ISBN 978-88-429-1664-2.
- wydanie chińskie – tajwańskie, pt. 獵魔士：命運之劍 [Lièmóshì: Mìngyùn zhī jiàn], wyd. Gaea, (seria wydawnicza Fever), Taipei 2012, 459 s., przełożyła Wei-Yun Lin-Górecka (林蔚昀), ISBN 978-986-6157-75-2.
- wydanie brazylijskie, wyd. WMF Martins Fontes, São Paulo 2012
- wydanie białoruskie, wyd. A. M. Januszkiewicz, Mińsk 2020[1]

## Słuchowisko
W 2011 roku, w koprodukcji firm Audioteka.pl, Fonopolis i Teatru Polskiego Radia, na podstawie Miecza przeznaczenia zrealizowano trwające około 15 godzin słuchowisko. Zostało ono wydane na płytach CD oraz w formacie MP3 w wersji cyfrowej.

### Obsada
- Krzysztof Banaszyk – Geralt z Rivii
- Anna Dereszowska – Yennefer z Vengerbergu
- Sławomir Pacek – Jaskier
- Joanna Pach – Cirilla Fiona Ellen Riannon
- Krzysztof Gosztyła – Narrator

oraz:
- Adam Bauman – Eyck z Denesle (Granica możliwości)
- Mariusz Bonaszewski –
  - Freixenet (Miecz przeznaczenia),
  - Ivo „Cykada” Mirce (Okruch lodu)
- Jacek Braciak –
  - Dainty Biberveldt (Wieczny ogień),
  - Tellico Lunngrevink Letorte (Wieczny ogień)
- Wiktoria Gorodeckaja – Eithne (Miecz przeznaczenia)
- Kazimierz Kaczor – Starosta Herbolth (Okruch lodu)
- Mikołaj Klimek – Pryszczaty (Granica możliwości)
- Julia Kołakowska – Essi „Oczko” Daven (Trochę poświęcenia)
- Jacek Lenartowicz – Levecque (Miecz przeznaczenia)
- Tomasz Marzecki –
  - Borch Trzy Kawki (Granica możliwości),
  - Villentretenmerth (Granica możliwości)
- Maria Pakulnis – Calanthe z Cintry (Coś więcej)
- Wojciech Paszkowski – Karczmarz (Wieczny ogień)
- Włodzimierz Press – Gyllenstiern (Granica możliwości)
- Maciej Rayzacher – Myszowór (Miecz przeznaczenia)
- Paweł Szczesny –
  - Yarpen Zigrin (Granica możliwości),
  - Zbir z Aed Gynvael (Okruch lodu)
- Marcin Troński –
  - Vimme Vivaldi (Wieczny ogień),
  - Yurga (Coś więcej),
  - Przegrzybek (Okruch lodu)
- Krzysztof Wakuliński – Mistrz Dorregaray (Granica możliwości)
- Mirosław Wieprzewski – Chapelle (Wieczny ogień)
- Wiktor Zborowski – Istredd (Okruch lodu)
- Barbara Zielińska – Złotolidka (Coś więcej)